# Pennisetum trisetum
Pennisetum trisetum là một loài thực vật có hoa trong họ Hòa thảo. Loài này được Leeke mô tả khoa học đầu tiên năm 1907.